# Pénzes Mihály
Pénzes Mihály (Sopron, 1950. augusztus 21. –) válogatott labdarúgó, csatár.

## Pályafutása

### Klubcsapatokban
A soproni textilesben kezdett futballozni, majd a Soproni Vasasban szerepelt. 1971 és 1981 között a Rába ETO labdarúgója volt. 1981 őszén Csornán játszott. 1983-ban a Bábolna játékosa volt.

### A válogatottban
1974-ben egy alkalommal szerepelt a válogatottban.

## Statisztika

### Mérkőzése a válogatottban
| Magyarország | Magyarország      | Magyarország                  | Magyarország | Magyarország | Magyarország | Magyarország | Magyarország | Magyarország |
| #            | Dátum             | Helyszín                      | Hazai        | Eredmény     | Vendég       | Kiírás       | Gólok        | Esemény      |
| ------------ | ----------------- | ----------------------------- | ------------ | ------------ | ------------ | ------------ | ------------ | ------------ |
| 1.           | 1974. október 13. | Luxembourg, Municipal Stadion | Luxemburg    | 2 – 4        | Magyarország | Eb-selejtező | -            |              |
|              | Összesen          |                               |              | 1            | mérkőzés     |              | 0            | gól          |